# 4108 Rakos
4108 Rakos è un asteroide della fascia principale. Scoperto nel 1977, presenta un'orbita caratterizzata da un semiasse maggiore pari a 2,6408572 UA e da un'eccentricità di 0,1283885, inclinata di 1,46045° rispetto all'eclittica.